# هایدی سوندل
هایدی سوندل (انگلیسی: Heidi Sundal؛ زادهٔ ۳۰ اکتبر ۱۹۶۲) ورزشکار هندبال اهل نروژ است.
وی در مسابقات کشوری و بین‌المللی در مجموع برندهٔ ۲ مدال نقره شده‌است.